# Estética como ciencia de la expresión y lingüística general
Estética como ciencia de la expresión y Lingüística general (Estetica come scienza dell’espressione e Linguistica generale) es una de las obras fundamentales de la Estética del siglo XX y la aportación más importante del pensador y crítico italiano Benedetto Croce (1866-1952) a esta disciplina.
Publicada en 1902 y reeditada y revisada varias veces, tuvo en principio extraordinario éxito editorial y académico en Europa y América, presencia que alcanzó en pocos años una dimensión propiamente mundial. 

## Génesis, estructura y significado de la obra
La Estética de Croce se configura como primer peldaño del sistema filosófico del autor, que se conocerá después como Filosofía del Espíritu, proyecto que se completaría mediante otros tres títulos: Lógica come ciencia del concepto puro (1909), Filosofía de la práctica. Económica y Ética (1909) y Teoría e historia de la historiografía (1916). El hecho muy característico, por otra parte, es el inhabitual de que un pensador inicie su edificio teórico mediante la Estética y no como final del mismo.
La obra, que viene antecedida por dos textos preparatorios ("Tesis de una Estética como ciencia de la expresión" y "Giambattista Vico primer descubridor de la ciencia estética"), se estructura en dos partes: (1) una primera parte teórica, en la que se construye una estética idealista como superación de las teorías románticas, positivistas y psicologistas, y (2) una segunda parte histórica, en la que se delinea la evolución de las teorías estéticas a partir de la antigüedad grecorromana, conformando una historia de la estética orientada hacia la exposición de diferentes doctrinas guiada por un sentido de progresión que conecta idealmente la obra croceana con la de sus principales maestros, a saber, Giambattista Vico y Francesco de Sanctis.
El propio título de la obra es cifra de algunas de las ideas principales que ofrece. El primer concepto, fundamental, de ‘expresión’, es acuñado por Croce en sentido propiamente filosófico y estético, alejado así de acepciones comunes relativas a “exteriorización física” o “comunicación”. La ‘expresión’, nunca lógica sino afectiva, lírica y fantástica, es para el pensador italiano base del conocimiento intuitivo, primer grado de la actividad cognoscitiva del espíritu, y por ello razón de que su sistema filosófico comience por una estética. Cada intuición ha de objetivarse en una expresión, pues de otro modo permanecería simple sensación, naturalidad. El espíritu intuye haciendo, formando: en otras palabras, expresando. Existiría, pues, una especie de “criterio de representabilidad”, por el que sólo lo que se da o puede darse, bajo la forma de representación, puede constituir el momento auroral, prelógico y originario de todo conocimiento. Los términos ‘intuición’, ‘expresión’ y ‘representación’, en el lenguaje estético croceano, se relacionan por sinonimia conceptual. 
La Estética se configura como una ciencia de la expresión, pero, a su vez, también como una Lingüística general. Croce propone así una identidad entre lingüística y estética, entendiendo la lingüística en tanto que ciencia racional y filosofía pura del hablar. La ciencia estética (filosofía del arte) y la ciencia lingüística (filosofía del lenguaje) comparten el mismo objeto: el estudio de la expresión, es decir del hecho estético. Asistimos así a la disolución final entre lenguaje y arte en el concepto de intuición-expresión. La concepción del lenguaje croceana, deudora de las ideas viquianas sobre el nacimiento de la palabra en tanto que poesía, desembocará en una crítica a la taxonomía atomística de la Gramática y de la Retórica.
La adopción del concepto unitario de expresión-intuición implica también otra consecuencia teórica, que Croce defiende en la Estética y desarrollará en sus escritos filosóficos posteriores, a saber, la eliminación de la dicotomía forma–contenido (o materia). Si la forma se halla ligada indisolublemente al contenido, se hace inviable una categorización de los géneros literarios y de la particularización o jerarquización de las artes, procedimientos metodológicos que tienen valor sólo como apoyo para la crítica y la historiografía literaria, pero que no tienen fundamentación teorética. La disolución de los géneros artísticos y literarios se lleva a cabo en nombre del carácter creativo y alógico del arte y de la unidad del Arte, siendo éste uno e indivisible, uno e infinitamente variado.
La Estética de Croce, relegada durante décadas, primero por influencia de la vanguardia artística y, después, por el triunfante estructural-formalismo, y solo desde finales del siglo XX restablecida en toda su importancia y significación, fue asimismo fundamento en su día de una lingüística idealista a iniciativa del gran romanista Karl Vossler.